# 佩奇鲍戈陶
佩奇鲍戈陶，是匈牙利巴兰尼亚州所辖的一个村。总面积6.07平方公里，总人口101，人口密度16.6人/平方公里（2011年1月1日）。